# 마리나 스커샤티
마리나 스커샤티(Marina Squerciati, 1984년 4월 30일 ~ )는 미국의 배우이다.